# Триполи (Айова)
Три́поли (англ. Tripoli) — город в округе Бример, Айова, США. Население, согласно переписи 2010 года составляло 1313 человек. Город входит в состав агломерации Уотерлу — Сидар-Фолс.

## География
По данным Бюро переписи населения США город имеет общую площадь в 3,65 квадратных километров, водных ресурсов в черте населённого пункта не имеется.